# Sarsuela

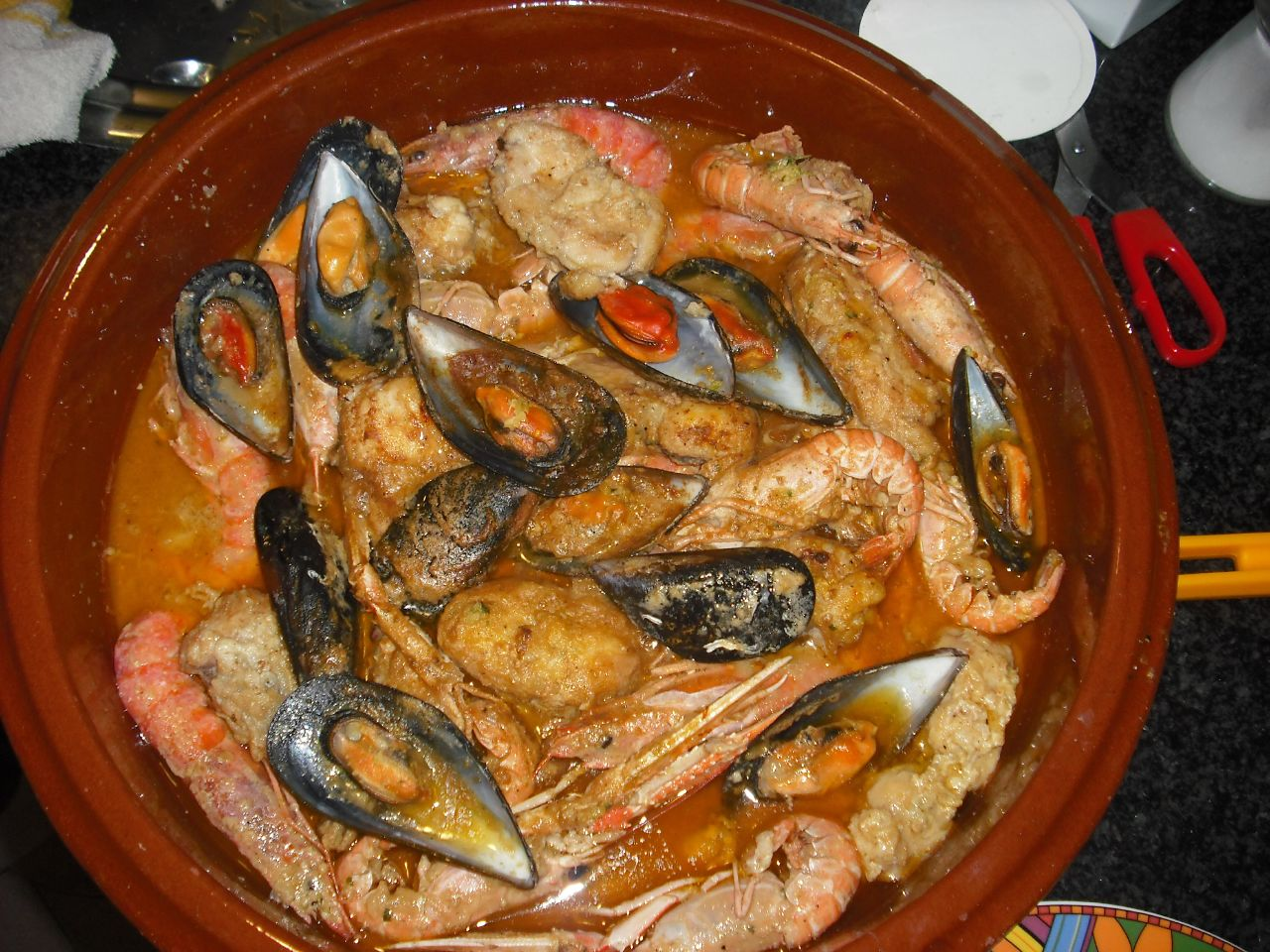
Sarsuela

Sarsuela (Spaans: zarzuela) is een Catalaans gerecht waarin verschillende soorten vis evenals schaal- en schelpdieren worden verwerkt. Men stooft de vis in een mengsel van uien, knoflook, paprika en olijfolie. Andere ingrediënten zijn tomaten, rauwe ham en amandelmeel. Het gerecht wordt uiteindelijk gekruid met laurier en peterselie. Sarzuela wordt in de pan geserveerd, samen met geroosterde broodkorstjes en citroen.